# ヴィアグランデ
ヴィアグランデ（イタリア語: Viagrande, シチリア語: Varanni）は、イタリア共和国シチリア州カターニア県にある、人口約8,800人の基礎自治体（コムーネ）。

## 地理

### 位置・広がり

#### 隣接コムーネ
隣接するコムーネは以下の通り。
- アーチ・ボナッコルシ
- アーチ・サンタントーニオ
- サン・ジョヴァンニ・ラ・プンタ
- トレカスターニ
- ザッフェラーナ・エトネーア